# 黒田長元
黒田 長元（くろだ ながもと）は、筑前秋月藩の第10代藩主。

## 略伝
文政11年（1828年）12月11日、先代藩主・黒田長韶の養嗣子となる。文政13年（1830年）5月にその娘と結婚した上で、同年10月6日に家督を譲られた。同年12月15日、従五位下・甲斐守に叙任する。
先代以来、藩内において専横の限りを尽くしていた間小四郎の一派を流罪に処している。嘉永6年（1853年）、藤堂高聴とともに柳間取締の加談となる。万延元年（1860年）8月21日、家督を六男の長義に譲って隠居した。同年9月19日、自笑庵と号する。慶応3年（1867年）4月4日に57歳で秋月にて死去した。

## 系譜
父母
- 山内豊策（実父）
- 順 - 藤堂高嶷の娘（実母）
- 黒田長韶（養父）

正室
- 慶子、慈海院 - 黒田長韶の娘

側室
- 今村氏

子女
- 山内豊福（次男） 生母は慈海院
- 織田信民（四男） 生母は慈海院
- 松平忠毅（五男）
- 黒田長義（六男） 生母は慈海院
- 黒田長徳（八男） 生母は今村氏
- 久留島通靖正室、後に錦織教久室